# هازال أديامان
هازال أديامان (مواليد 6 أغسطس 1989) هي ممثلة تركية بدأت مسيرتها الفنية عام 2013، عُرفت لدورها في مسلسلات حريم السلطان، حكايتنا والمؤسس عثمان.

## روابط خارجية
- هازال أديامان على موقع IMDb (الإنجليزية)
- هازال أديامان على موقع قاعدة بيانات الفيلم (الإنجليزية)